# Kloster Brondolo
Das Kloster Brondolo (Santissima Trinità e S. Michele; Brundulum) war eine im nordostitalienischen Venetien gelegene Abtei der Benediktiner, die 1229 den Zisterziensern übertragen wurde. Das vom frühen 8. bis zum späten 14. Jahrhundert bestehende Kloster lag bei Chioggia, nahe der Mündung des Flusses Brenta im Gebiet der heutigen Insel Borgo San Giovanni.

## Geschichte
Für das Jahr 724 ist ein Benediktinerkloster in Brondolo belegt. Da seine Disziplin nachgelassen hatte, vertraute es Papst Gregor IX. 1229 in einem Brief an den Abt des Klosters Chiaravalle della Colomba dem Zisterzienserorden an. Dieses entsandte sogleich einen Gründungskonvent unter Abt Zilio, der das Kloster in Besitz nahm. Damit gehörte das Kloster der Filiation der Primarabtei Clairvaux an.
In der Folgezeit konsolidierte sich das Kloster, jedoch besetzten im Zuge der Rivalität der Städte Venedig und Genua („Chioggia-Krieg“) 1379 genuesische Seetruppen Chioggia und rissen Brondolo nieder. Der Senat Venedigs entschloss sich darauf, das Gelände zu befestigen. Die Mönche erhielten dafür das Kloster Santo Spirito auf einer kleinen Insel in der Lagune von Venedig, das von den Augustiner-Chorherren verlassen worden war. Dies wurde 1409 vom Senat und von Papst Gregor XII. bestätigt. Jedoch verschwand das Zisterzienserkloster schon bald und wurde bei Gründung der italienischen Zisterzienserkongregation 1497 nicht mehr erwähnt.
In Brondolo steht eine Kirche aus dem Jahr 1931. Santo Spirito ist heute unbewohnt und in ruinösem Zustand.